# 3856 Lutskij
3856 Lutskij eller 1976 QXär en asteroid i huvudbältet som upptäcktes den 26 augusti 1976 av den rysk-sovjetiske astronomen Nikolaj Tjernych vid Krims astrofysiska observatorium på Krim. Den har fått sitt namn efter den sovjetisk-ryske astronomen Valerij Lutskij.
Asteroiden har en diameter på ungefär tio kilometer och den tillhör asteroidgruppen Koronis.